# Heliocheilus halimolimnus
Heliocheilus halimolimnus là một loài bướm đêm thuộc họ Noctuidae. Nó là loài đặc hữu của Queensland và Nam Úc.
Ấu trùng có thể ăn Zygochloa paradoxa.